# Mörttjärnen (Skellefteå socken, Västerbotten, 719244-171234)
Mörttjärnen är en sjö i Skellefteå kommun i Västerbotten och ingår i Skellefteälvens huvudavrinningsområde.